# Länstidningen Östergötland
Länstidningen Östergötland  är en dagstidning, som startades den 1 januari 1948 och utkommer varje fredag till prenumeranter över hela Östergötland. Länstidningen är den enda abonnerade tidningen för hela Östergötland och har ambitionen att ha med inslag från länets alla delar.
Länstidningen Östergötland tillhör dagspressen, även om den utkommer endast en dag i veckan. Länstidningen Östergötland AB är medlem av Tidningsutgivarna och tidningens upplaga kontrolleras av Tidningsstatistik AB. 
Länstidningens främsta ambition är att skildra den moderna östgötska landsbygden, dess människor, organisationer, samhällen och företag, dess nutid och framtid, dess möjligheter och utmaningar. Regelbundet återkommande ämnen i tidningen är lantbruk, hund, häst, lokal mat, gårdar till salu, porträttet och kultur. Andra populära inslag är korsordet, familjesidan, länsmarknaden med privatannonser (gratis för prenumeranter), det händer i Östergötland samt tips och trav. 
Lantbruket är en viktig del av livet på landsbygden och har en särskild plats i Länstidningen. En gång i månaden ger Länstidningen dessutom ut tidningen Jordbrukaren, som delas ut till alla lantbrukshushåll i hela Östergötland. Jordbrukaren berättar om lantbrukare och deras verksamhet – konventionell odling, ekoproduktion, väl genomförd traditionell verksamhet och kreativa nya idéer – men även om jordbrukspolitik, jordbrukets utveckling, föreningsrörelsen med dess framtid och mycket annat. 
Länstidningen Östergötland grundades av Bondeförbundet, nuvarande Centerpartiet, som i oktober 2005 sålde den till Kurirengruppen i Sverige AB, ett Motalaföretag som drivs av Gunilla Norlén. Den nya ägarens ambition är att utveckla och modernisera tidningen, men att behålla samma redaktionella inriktning som tidigare. I köpeavtalet ingår också att Centerpartiet även fortsättningsvis skriver tidningens ledare. Tidningens debattsida är dock öppen för alla och de redaktionella artiklarna har ingen partipolitisk prägel. Det finns idag ett 15-tal länsförankrade endagarstidningar med centerpartistisk ledarsida. En del ägs fortfarande av centerrörelsen, medan en del har andra ägarkonstellationer.
Sommaren 2006 fick tidningen en ny grafisk profil och samtidigt påbörjades en omfattande nyförsäljning av abonnemang, något som gjorde att upplagan ökade.
2007 sålde ägaren Kurirengruppen gratistidningarna Söndags-Kuriren och Fredags-Kuriren och fokuserar nu huvudsakligen på Länstidningen Östergötland. Under sommaren samma år flyttade redaktionen från Linköping till Motala.